# Kościół Podwyższenia Krzyża Świętego w Ścinawie
Kościół Podwyższenia Krzyża Świętego – rzymskokatolicki kościół parafialny należący do dekanatu Ścinawa diecezji legnickiej.

## Historia
Jest to świątynia wzmiankowana w 1209 roku, w obecnej formie została wzniesiona w 2. połowie XV wieku. 
Od 1534 do 1945 roku świątynia należała do protestantów (w latach 1701-1707 przejściowo należała do katolików). Po zniszczeniach z czasów II wojny światowej kościół był odbudowywany w 1947 i w latach 1959-1960. W czasie remontu w 1974 roku został zrekonstruowany dach hełmowy wieży z XVII wieku.

## Architektura

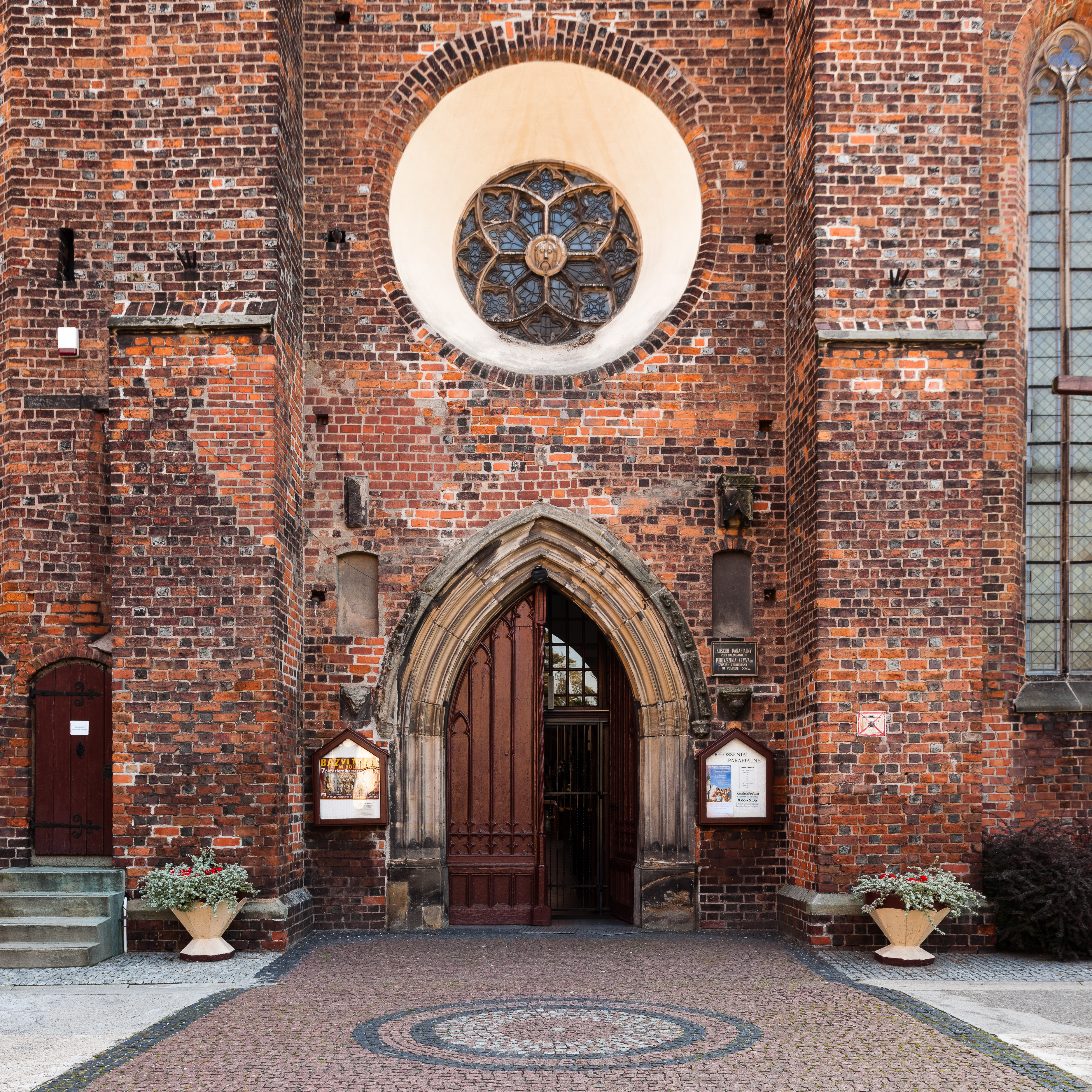
Portal

Kościół jest orientowany, murowany, wybudowany z cegły, z dodatkiem piaskowca do dekoracji. Świątynia jest halą, posiada trzy nawy, trzy przęsła oraz wydłużone prezbiterium zakończonym wielobocznie. Na osi fasady zachodniej znajduje się potężna wieża, w górnej części przechodząca w ośmiokąt. Wnętrze jest nakryte sklepieniami krzyżowo-żebrowymi i znajdują się w nim dwa całopostaciowe nagrobki z 1595 i 1605 roku.

## Organy
Organy wybudowane w roku 1870 przez firmę Gebrüder Walter z Góry jako opus 79, o czym świadczy tabliczka. Prospekt organowy neogotycki, dziewięcioipolowy, z wyraźnymi trzema wieżyczkami. Detale prospektu są pozłacane bądź pomalowane na odcienie koloru niebieskiego i czerwonego. Piszczałki prospektowe (51 sztuk) są nieoryginalne. Ogólny stan materiału piszczałkowego można określić jako dostateczny. Niektóre piszczałki są powyginane, powgniatane bądź mocno zakurzone. Instrument jest czysto mechaniczny z wiatrownicami klapowo-zasuwowymi. Traktura gry jest ciężka, szczególnie podczas gry z włączonym połączeniem.
Dyspozycja instrumentu:
| Manuał I           | Manuał II          | Pedał                |
| Hauptwerk          | Oberwerk           |                      |
| ------------------ | ------------------ | -------------------- |
| 1. Principal 16'   | 1. Bordun 16'      | 1. Principalbass 16' |
| 2. Principal 8'    | 2. Principal 8'    | 2. Subbass 16'       |
| 3. Gemshorn 8'     | 3. Gedackt 8'      | 3. Violon 16'        |
| 4. Gambe 8'        | 4. Portunal 8'     | 4. Quintbass 10 2/3' |
| 5. Viola 8'        | 5. Salicet 8'      | 5. Octavbass 8'      |
| 6. Trompete 8'     | 6. Aeoline 8'      | 6. Flötenbass 8'     |
| 7. Octave 4'       | 7. Flöte 4'        | 7. Flötenbass 4'     |
| 8. Rohrflöte 4'    | 8. Waldflöte 2'    | 8. Posaune 16'       |
| 9. Quinte 2 2/3'   | 9. Mixtur 1-3 fach |                      |
| 10. Octave 2'      |                    |                      |
| 11. Cornett 3 fach |                    |                      |
| 12. Mixtur 4 fach  |                    |                      |